# Lijst van rijksmonumenten in Westervoort
De gemeente Westervoort telt 5 inschrijvingen in het rijksmonumentenregister. Hieronder een overzicht. 

## Westervoort
De plaats Westervoort telt 5 inschrijvingen in het rijksmonumentenregister.
| Object                                          | Oorspronkelijke functie? | Bouwjaar                  | Architect | Locatie                             | Coördinaten?                  | Nr.?  | Afbeelding        |
| ----------------------------------------------- | ------------------------ | ------------------------- | --------- | ----------------------------------- | ----------------------------- | ----- | ----------------- |
| Sint-Werenfriedkerk                             | Kerk en kerkonderdeel    | 14e-eeuwse elementen      |           | Dorpstraat 61                       | 51° 57' 50" NB, 5° 57' 58" OL | 38844 | Meer afbeeldingen |
| Kosterhuis                                      | Vanwege onderdelen kerk  | 1841                      |           | Dorpstraat 63                       | 51° 57' 49" NB, 5° 57' 60" OL | 38845 | Meer afbeeldingen |
| Hamerden                                        | Boerderij                | 1612 en 1684              |           | Hamersestraat 53                    | 51° 57' 41" NB, 5° 58' 53" OL | 38847 | Meer afbeeldingen |
| Boerderij Emmerik, ontstaan uit havezate        | Boerderij                | Mogelijk 16e-17e-eeuws    |           | Klapstraat 130                      | 51° 57' 23" NB, 5° 58' 15" OL | 38848 | Meer afbeeldingen |
| Schans vermoedelijk uit de Tachtigjarige Oorlog | Omwalling                | Vermoedelijk 16e-17e eeuw |           | Schans nabij hoeve Heegsche Bouwing | 51° 56' 33" NB, 5° 58' 20" OL | 38849 | Meer afbeeldingen |

## Voormalig rijksmonument
| Object                | Oorspronkelijke functie? | Bouwjaar   | Architect | Locatie          | Coördinaten?                  | Nr.?  | Afbeelding            |
| --------------------- | ------------------------ | ---------- | --------- | ---------------- | ----------------------------- | ----- | --------------------- |
| Boerderij De Essenpas | Boerderij                | circa 1700 |           | Hamersestraat 35 | 51° 57' 48" NB, 5° 58' 30" OL | 38846 | Boerderij De Essenpas |

Aalten ·
Apeldoorn ·
Arnhem ·
Barneveld ·
Berg en Dal ·
Berkelland ·
Beuningen ·
Bronckhorst ·
Brummen ·
Buren ·
Culemborg ·
Doesburg ·
Doetinchem ·
Druten ·
Duiven ·
Ede ·
Elburg ·
Epe ·
Ermelo ·
Harderwijk ·
Hattem ·
Heerde ·
Heumen ·
Lingewaard ·
Lochem ·
Maasdriel ·
Montferland ·
Neder-Betuwe ·
Nijkerk ·
Nijmegen ·
Nunspeet ·
Oldebroek ·
Oost Gelre ·
Oude IJsselstreek ·
Overbetuwe ·
Putten ·
Renkum ·
Rheden ·
Rozendaal ·
Scherpenzeel ·
Tiel ·
Voorst ·
Wageningen ·
West Betuwe ·
West Maas en Waal ·
Westervoort ·
Wijchen ·
Winterswijk ·
Zaltbommel ·
Zevenaar ·
Zutphen